# Hanna Granfelt
Hanna Lilian Granfelt, född 2 juni 1884 i Sakkola, Viborgs län, död 3 november 1952 i Helsingfors, var en finländsk operasångerska (sopran). Hon var gift med sångaren och skådespelaren Heikki Tuominen.
Efter sångstudier i Helsingfors och Paris knöts hon till hovteatern i Mannheim 1909. Mellan 1911 och 1912 var hon anställd vid Kurfürstenoperan i Berlin och 1915–1922 vid Berlins stadsopera. Bland hennes roller märks Elisabeth i Tannhäuser, Elsa i Lohengrin och titelrollen i Salome av Richard Strauss. Hon gästspelade över hela Europa och Amerika. 
Åren 1912 samt 1929–1930 gjorde Granfelt 14 skivinspelningar, varav en del tillsammans med operasångaren Theodor Björkman.
Hon tilldelades Pro Finlandia-medaljen 1947.